# Еліас Гоу
Еліас Гоу (англ. Elias Howe; 9 липня 1819 — 3 жовтня 1867) — американський технік, підприємець, один з винахідників швейної машини.

## Біографія
Народився в місті Спенсер штату Массачусетс, за 15 км від Вустера.
Гоу провів дитинство і юність в Массачусетсі, проходив навчання на ткацькій фабриці, де потім працював майстром-механіком.
У квітні 1845 року Еліас Гоу створює першу робочу версію своєї швейної машини, 10 вересня 1846 отримує патент США #4750 на розробку машини, що використовує стібок типу «локстіч» (закритий, човниковий стібок). Еліас Гоу був не першим, хто придумав і створив швейну машину, до нього в цій галузі працювали такі інженери, як Бартелемі Тимон та Волтер Гант, але саме Гоу став володарем патенту на ключову технологію. Швейна машина Гоу могла робити прямі шви зі швидкістю до 300 стібків за хвилину. Журнал «Scientific American» називає винахід «екстраординарним».
Гоу не зміг організувати виробництво і продаж машин у себе на батьківщині і в 1846 році вирушає до Англії, де продає права на використання своєї машини на території Великої Британії Вільяму Томасу, виробнику корсетів, взуття та парасольок. Після повернення в США Гоу виявляє, що швейні машини схожої конструкції вже продаються, зокрема машина Айзека Зінґера виглядала вдосконаленою версією машини Гоу. Еліас подає в суд і після 5 років розглядів, в 1854 році, суд визнає пріоритет Гоу, інші виробники змушені платити йому роялті. Гоу і Зінгер тимчасово об'єднують свої активи і отримують по 5 доларів з усіх проданих швейних машин, але їхня співпраця триває недовго.
Під час Громадянської війни з 14 серпня 1862 по 19 липня 1865 Еліас Гоу служить рядовим в армії Сполучених Штатів.
У 1865 році в місті Бриджпорт (штат Коннектикут) засновує компанію «Howe Machine Company», швейні машини цієї марки відзначені золотою медаллю Паризької виставці 1867 року.
Еліас Гоу помер у 1867 році у віці 48 років. Похований на Грін-Вудському цвинтарі у Нью-Йорку. Гоу, як і його конкурент і спільник Зінґер, став у кінці свого життя мультимільйонером. У 2004 році Гоу був представлений у Національній залі слави винахідників.

## Згадки в масовій культурі
- Фільм «Help!» групи The Beatles закінчується рядком «З повагою присвячується Еліасу Гоу, який в 1846 винайшов швейну машину»[11].